# Cadillac DTS
Cadillac DTS (DeVille Touring Sedan або Touring Sedan D-Series) — повнорозмірний люксовий седан, який виготовлявся компанією Cadillac. DTS замінив Cadillac DeVille. Це перейменування здійснено у зв'язку з новою конвенцією зміни назв автомобілів марки, здійснені раніше в CTS і STS. Перша версія DTS спочатку була показана в 2005 році на Чиказькому автосалоні 9 лютого. DTS залишався у виробництві до 2011 року.
Автомобіль збудовано на передньоприводній платформі GM G.
На його зміну прийшов Cadillac XTS.

## Базова комплектація

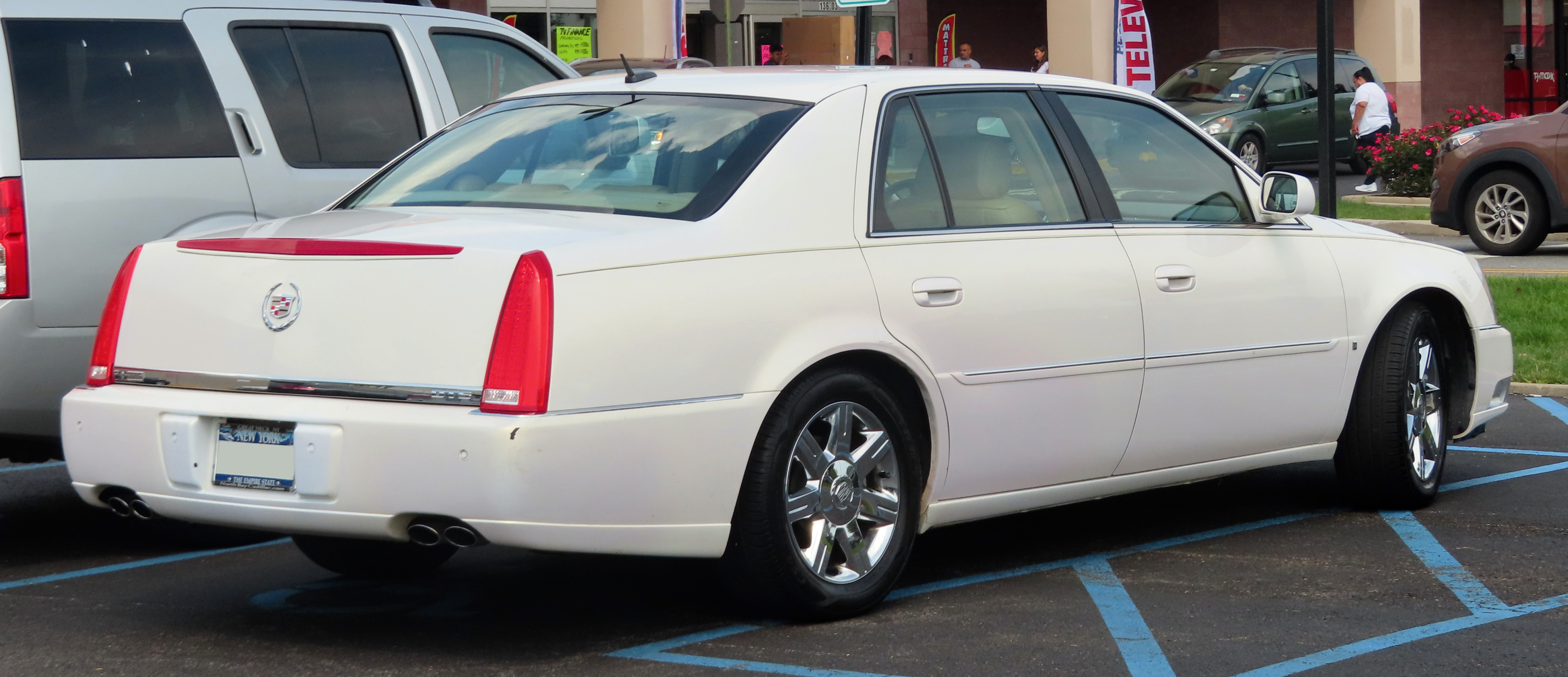

Седан представлений у Standard, Luxury та Premium комплектаціях. У 2008 році була випущена лімітована Platinum серія. Очолюють перелік стандартного оснащення елементи безпеки, включаючи: чотириканальні антиблокувальні гальма, протибуксувальну систему, бічні та фронтальні подушки безпеки. До загального переліку включені: адаптивний дистанційний запуск, 17-дюймові алюмінієві диски коліс, шкіряна обшивка, автоматичний двозонний клімат-контроль, бічні дзеркала з електроприводом, CD-програвач з MP3 та супутникова система зв'язку в екстрених ситуаціях OnStar.    

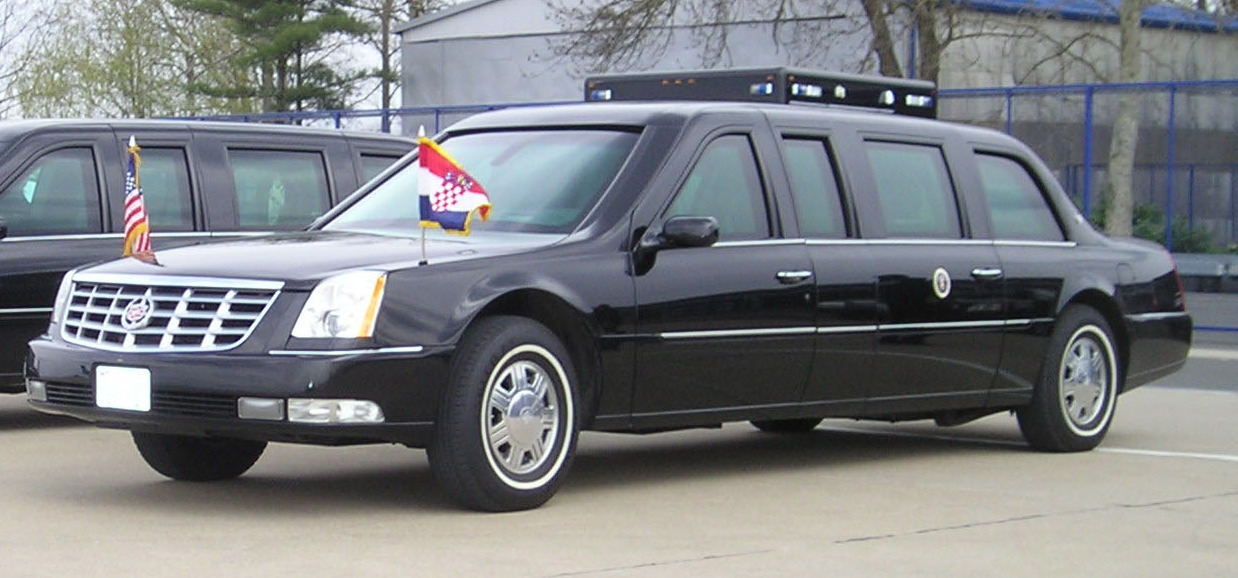
Cadillac DTS Presidential State Car Джорджа Буша-молодшого

## Двигуни
- 4.6 л Northstar LD8 V8 279 к.с.
- 4.6 л Northstar L37 V8 292 к.с.